# Un autre rivage
Pour plus de détails, voir Fiche technique et Distribution.
Un autre rivage (Another Shore) est un film britannique réalisé par Charles Crichton, sorti en 1948.

## Fiche technique
- Titre original : Another Shore
- Titre français : Un autre rivage
- Réalisation : Charles Crichton
- Scénario : Walter Meade d'après le roman de Kenneth Reddin (en)
- Photographie : Douglas Slocombe
- Montage : Bernard Gribble (en)
- Musique : Georges Auric
- Pays de production : Royaume-Uni
- Format : Noir et blanc - 1,37:1 - Mono
- Genre : comédie
- Durée : 77 minutes
- Date de sortie : 1948

## Distribution
- Robert Beatty : Gulliver
- Moira Lister : Jennifer
- Stanley Holloway : Alastair
- Michael Medwin : Yellow
- Sheila Manahan (en) : Nora
- Fred O'Donovan (en) : Coghlan
- Maureen Delany (en) : Mme Gleeson
- Dermot Kelly (en) : le neveu
- Irene Worth : Bucksie Vere-Brown
- Bill Shine (en) : Bats Vere-Brown
- Muriel Aked (en) : la vieille femme
- Wilfrid Brambell : Moore
- Michael J. Dolan (en) : Twiss